# 天野太郎
天野 太郎（あまの たろう、1918年7月27日 - 1990年11月15日）は、日本の建築家。フランク・ロイド・ライトに学び、工学院大学助教授、東京芸術大学教授で教鞭を歴任する中、吉原正、武藤章らと設計活動を行った。1990年従四位勲三等瑞宝章。

## 生涯
1918年広島県呉市生れ。第一早稲田高等学院を経て、1942年早稲田大学理工学部建築学科入学。在学中会津八一に師事し、大竹十一、小堀鐸二、円堂政嘉らと親交を持つ。卒業後に鹿島建設設計部に入社し、目白ヶ丘教会の設計のため遠藤新建築創作所に樋口清、吉原正らと出向する。遠藤新の薫陶を受け、1952年に遠藤の師であるライトの下に遊学する。その他に、鹿島建設に顧問でいた吉田鉄郎の影響も受ける。1955年には工学院大学建築学科助教授となり、教育の傍ら吉原正、武藤章とともに設計活動を始める。1962年に、吉田五十八が退官した東京藝術大学に招聘され、教鞭をとりながらキャンパス計画を指揮する。
1966年にパーキンソン病が発症し、1980年ごろには、入退院を繰り返すことになり、1990年に心不全を伴い死去。
「音羽の家」や「新花屋敷ゴルフクラブ」に代表されるような初期の作品には、ライトの影響がみられるが、「武蔵嵐山カントリークラブ」の頃には、アルヴァ・アールトの影響が読み取れるながらも、模倣には終わらない天野らしさを感じさせるヒューマンでのびやかな建築を創作している。後期の作品では、東京芸術大学のキャンパス計画にみられるような、周辺の環境に呼応した空間を持つモダニズムのデザインにまで発展している。日本の伝統的な建築空間を評価して、生活や社会に即した建築が建てられる環境とどうあるべきかを考察し、戦後のモダニズムを昇華させようと努めた。また、天野研究室や天野吉原設計事務所から多くの建築家を輩出し、教育者としての側面ももっていた。

## 親族
叔父に嵐山カントリークラブの初代理事長でもあった天野健雄がいる。健雄は東大経済科卒業後東京商工会議所に入り、ベルリン高等商業学校に留学、商工省産業設備営団監事などを務め、趣味のゴルフを通じて、岸信介など政財界に広く人脈を持っていた。健雄の義兄（妻の兄）に渡辺一夫。

## 略歴
- 1945年 早稲田大学理工学部建築学科卒業
- 1945年～1956年 鹿島建設設計部
- 1949年～1951年 遠藤新建築創作所(自由学園最高学部などを担当)
- 1952年～1953年 F.L.ライトファウンデイションの奨学金を得て、F.L.ライト事務所タリアセン
- 1953年 米国視察の後、帰国
- 1955年～1962年 工学院大学建築学科助教授
- 1959年 有限会社　天野太郎研究室開設
- 1961年 トルコ・アンカラ中近東工科大学建築学科客員教授
- 1961年 文部省海外研究員として欧州建築事業視察の後、帰国
- 1962年～1964年 東京芸術大学美術学部建築学科助教授
- 1964年 東京芸術大学美術学部建築学科教授
- 1965年 日本建築学生会議主催コンペ審査員
- 1967年 天野太郎研究室から天野・吉原設計事務所に改称
- 1983年 東京芸術大学美術学部建築学科名誉教授
- 1990年 従四位勲三等瑞宝章
- 1990年 11月15日　心不全のため逝去（72歳）

## 作品
- 河井博邸（1950 東京・駒込 現存せず）
- 古茂田守介邸（東京・目黒 現存）

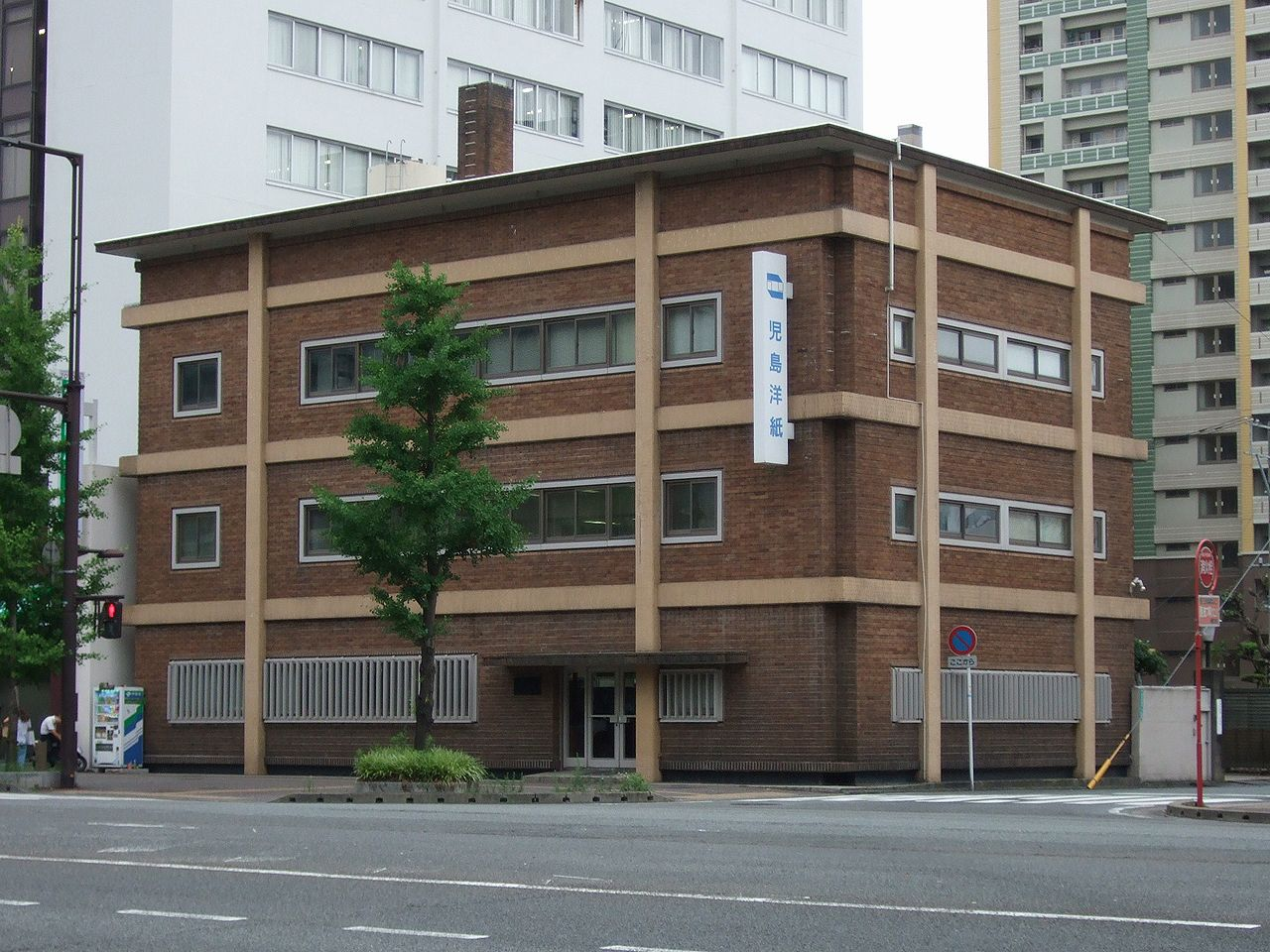
児島洋紙

- 中田・天野邸（1951 東京・椎名町 現存せず）
- 上村邸（1953 東京・上馬 現存せず）
- 児島洋紙（1955 福岡・博多 現存）
- 音羽の家（石川六郎邸 1955 現存せず）
- 堤ビルディング（1956 東京・新橋 現存）
- 大岡昇平邸書斎（1957 神奈川・大磯）
- 福田恆存邸増改築（1958 神奈川・大磯）
- 河井病院（1958 東京・西落合 現存）
- 新花屋敷ゴルフクラブハウス（1959 兵庫・宝塚 現存せず）
- 日本オルガノ商会本館（1959 東京・本郷 現存）
- 品川バプテスト教会（1959 東京・品川 現存）
- ぶらんしぇビル（1960 東京・西新宿 現存せず）
- 武蔵嵐山カントリークラブ（1961 埼玉・嵐山 現存 DOCOMOMO JAPAN174選）
- 松原の家（黒澤明邸 1961 東京・松原 現存せず）
- 親子の家（1962 東京・松原 現存せず）
- 成城の家（山本勉邸 1962 東京・成城 現存）
- 館山国民休暇村（1963 千葉・館山市 現存せず）
- 新興製靴株式会社社屋（1963年 東京・浅草 現存）
- 東京芸術大学音楽練習教室（1963 東京・上野）
- 東京芸術大学図書館（1964年 東京・上野 現存 DOCOMOMO JAPAN145選）
- 小堀鐸二邸（1964年 京都北区 現存）
- 川口章邸（1965年 東京・杉並 現存）
- 研究学園都市開発事務所（1966 茨城・筑波 現存せず）
- 白川邸（1967 神奈川・藤ヶ丘 現存）
- 新保邸（1967 東京・保谷 現存）
- 田園調布の家計画（三浦朱門・曽野綾子邸 1951 東京・田園調布）
- 東京芸術大学絵画棟（1968 東京・上野 現存 DOCOMOMO JAPAN145選）
- 永野邸（1968 東京・北沢 現存）
- 北島商店ショールーム（1968 北海道・札幌南郷 現存）
- 旭川神楽岡ニュータウン基本計画（新住宅市街地開発事業による最北端 1970 北海道・旭川 現存）
- ホテル長野国際会館（1970～1977 長野・長野 一部現存）
- 東京芸術大学彫刻棟（1971 東京・上野 現存 DOCOMOMO JAPAN145選）
- 愛知県立芸術大学 全体計画（吉村順三、山本学治、奥村昭雄、茂木計一郎と共同、1971 愛知・長久手 現存 DOCOMOMO JAPAN125選）
- 中目黒ハウス（1971 東京・目黒区 現存）
- 冠政子邸（1971年 東京・乃木坂 現存せず）
- 内田邸（1971 東京・国分寺 現存）
- 旭川文化会館基本設計（1973 北海道・旭川 現存）
- 東京芸術大学中央棟（1973 東京・上野 現存）
- 深沢邸（1973 神奈川・藤が丘 現存）
- 東京顕微鏡院（1973 東京・九段南 現存）
- 増田邸（1974 東京・三鷹 現存せず）
- 代々木公園ハウス（1975 東京・渋谷区 現存）
- 若林本社ビル（1976 東京・一番町 現存）
- ホテル長野国際会館（1977 長野・長野 現存）
- 和気邸（1978 神奈川・横浜市 現存）

## 文献
- 『フランク・ロイド・ライト』（天野太郎・樋口清・生田勉 彰国社 1954）
- 雑誌 新建築6 ｢音羽の家｣ 天野太郎　(新建築社 1956)
- 『造形に関する試論並びにひとつのPROJECT』天野太郎・武藤章（工学院大学研究報告06　1957）
- 雑誌 新建築1「建築について」天野太郎・武藤章・樋口清（新建築社 1958）
- 『L'Architecture d'Aujourd'hui 61 11』新花屋敷ゴルフクラブハウス　1961
- 雑誌 新建築6 ｢M邸｣ 天野太郎研究室　(新建築社1961)
- 雑誌 新建築4 ｢武蔵嵐山カントリークラブ｣ 天野太郎研究室 (新建築社 1962)
- 『THIS IS JAPAN NO.11』武蔵嵐山カントリークラブ　1963
- 雑誌 新建築11 ｢東京芸術大学附属図書館・収蔵庫｣ 天野太郎・茂木計一郎・平島二郎　(新建築社1965)
- 雑誌 建築7 ｢十軒の家｣ 天野太郎研究室　(青銅社 1967)
- 『フランク・ロイド・ライト1』（天野太郎・浦辺鎮太郎・二川幸夫 美術出版社現代建築家シリーズ 1967）
- 『空間の流れを追って』天野太郎（帝国ホテルを守る会パンフレット 1968）
- 『現代日本建築家全集13 生田勉・天野太郎・増沢洵』（栗田勇監修 三一書房 1972）
- 雑誌 建築画報111 ｢旭川市民文化会館｣　(建築画報社 1977)
- 『照明のデザインー光と影の世界』中村寛一　(グラフィック社 1977)
- 雑誌 住宅建築7 特集 天野・吉原設計事務所の仕事（建築思潮研究社 1979）
- 雑誌 住宅建築12 天野・吉原設計事務所（建築思潮研究社 1981）
- 『天野太郎十軒の家』（東京藝大・天野研究室同窓会編 1985）
- 雑誌　住宅建築4「この家は、天野太郎先生の家である。」武藤章　（建築思潮研究社 1985）
- 『住宅建築別冊5 暖炉廻りの詳細ー天野・吉原設計事務所の作例』監修 奥村昭雄　(建築資料研究社 1986)
- 『A TALIESIN LEGACY』（T.S.GUGGENHEIMER 1995）
- 『有機的建築の発想―天野太郎の建築』（吉原正編 建築資料研究社 2001）
- 『ケンチクカ』-芸大建築科100年建築家1100人-　東京藝術大学記念誌編集委員会（建築資料研究社）

## 関連人物
- フランク・ロイド・ライト（建築家）
- 会津八一（歌人、美術史家、早稲田大学名誉教授）
- 遠藤新（建築家）
- 吉田鉄郎（建築家、逓信省営繕課、日本大学教授）
- 大竹十一（建築家、梓設計創始者、U研究室創始者）
- 小堀鐸二（構造家、京都大学名誉教授、鹿島建設副社長）
- 円堂政嘉（建築家、エンドウアソシエイツ）
- 三浦朱門（作家）
- 大岡昇平（作家）
- 福田恆存（作家）
- 石川六郎（鹿島建設7代目社長）
- 古茂田守介（画家）
- 吉田五十八（建築家、東京芸術大学名誉教授）
- 吉村順三（建築家、東京芸術大学名誉教授）
- 山本学治（建築史家、東京芸術大学教授）
- 樋口清（東京大学教授）
- 生田勉（東京大学教授）
- 増沢洵（建築家）
- 茂木計一郎（東京芸術大学名誉教授）
- 吉原正（天野吉原設計事務所代表取締役）
- 泉修二（武蔵野美術大学名誉教授）
- 奥村昭雄（東京芸術大学名誉教授）
- 波多江健郎（工学院大学名誉教授）
- 遠藤楽（建築家）
- 一ノ宮賢治（建築家）

## 天野太郎に師事した人物
- 武藤章 (建築家)（工学院大学教授）
- 末松政孝（建築家）
- 山下司 (建築家)（工学院大学名誉教授、キャンサス大学客員教授）
- 中村寛一（建築家）
- 南迫哲也（工学院大学名誉教授）
- 北澤興一（レーモンド建築設計事務所、建築家）
- 深沢俊一（建築家）
- 高橋正孝（建築家）
- 望月大介（工学院大学名誉教授）
- 茂木計一郎（東京芸術大学名誉教授）
- 益子義弘（東京芸術大学名誉教授）
- 六角鬼丈（東京芸術大学名誉教授）
- 永田昌民（建築家）
- 戸沢正法（建築家）
- 遠藤晶 (建築家)
- 黒川哲郎（東京藝術大学教授）
- 山本棟子（インテリアデザイナー）
- 小井田康和（小井田康和設計室、建築家）
- 北島浤（北海道東海大学教授）
- 鈴木隆行（建築家）
- 小津亮介（建築家）
- 光山年樹（建築家）
- 松島孝一（建築家）
- 間野洋三（安井設計）
- 松田直則（香港大学教授）
- 野沢正光（建築家）
- 松岡拓公雄（アーキテクトファイブ、滋賀県立大学教授）
- 堀越英嗣（アーキテクトファイブ、芝浦工業大学教授）
- 橋本久道（橋本久道建築設計事務所）
- 材野博司（建築家、京都工芸繊維大学教授）
- 中間荘介（建築家、日本設計専務、東急設計コンサルタント）
- 今井裕夫（建築家、京都橘大学教授）
- 酒井正夫（建築家）
- 柴田正人 (建築家)
- 渡部一二（多摩美術大学名誉教授）
- 海谷寛（建築家）
- 柿崎豊治（ARCO建築設計事務所）
- 武藤郁生（日建設計）
- 戸田泰男（建築家、共立女子大学教授）
- 二宮正一（山形工科短期大学教授）
- 近藤高史（建築家）
- 佐久間博（共立女子大学准教授）
- 平根孝光（建築家、筑波技術大学教授）